# Enginyeria minera
L'enginyeria de mines o enginyeria minera és una disciplina que utilitza diversos conceptes d'altres disciplines de l'enginyeria en el processament dels minerals. L'enginyer en mines estudia l'extracció dels minerals de la naturalesa i la separació de les matèries primeres útils que la societat pot aprofitar-ne. Utilitzant els coneixement de diverses branques de la ciència, principalment de la geologia, la química i la física, l'enginyer en mines, així com el geòleg, són professionals capacitats per cercar els recursos minerals (recerca mineral) com ara el ferro, alumini, altres pedres, sorra, aigua mineral, calç, carbó i fins i tot minerals preciosos com els diamants. És, a més, l'únic professional capacitat per fer el planejament i supervisió de l'extracció dels minerals del medi ambient a través de diverses tècniques ja sigui al cel obert, utilitzant maquinària pesant i explosius; així com el treball subaquàtic. Després ha de preparar el material extret (tractament dels minerals), concentrant i separant la part útil de la part que no té cap valor. L'enginyer també ha de tenir cura de l'àrea minada, és a dir, és responsable de la recuperació ambiental de l'àrea degradada.